# Aloe massawana
Aloe massawana är en grästrädsväxtart som beskrevs av Gilbert Westacott Reynolds. Aloe massawana ingår i släktet Aloe och familjen grästrädsväxter. IUCN kategoriserar arten globalt som sårbar.

## Underarter
Arten delas in i följande underarter:
- A. m. massawana
- A. m. sakoankenke

## Bildgalleri

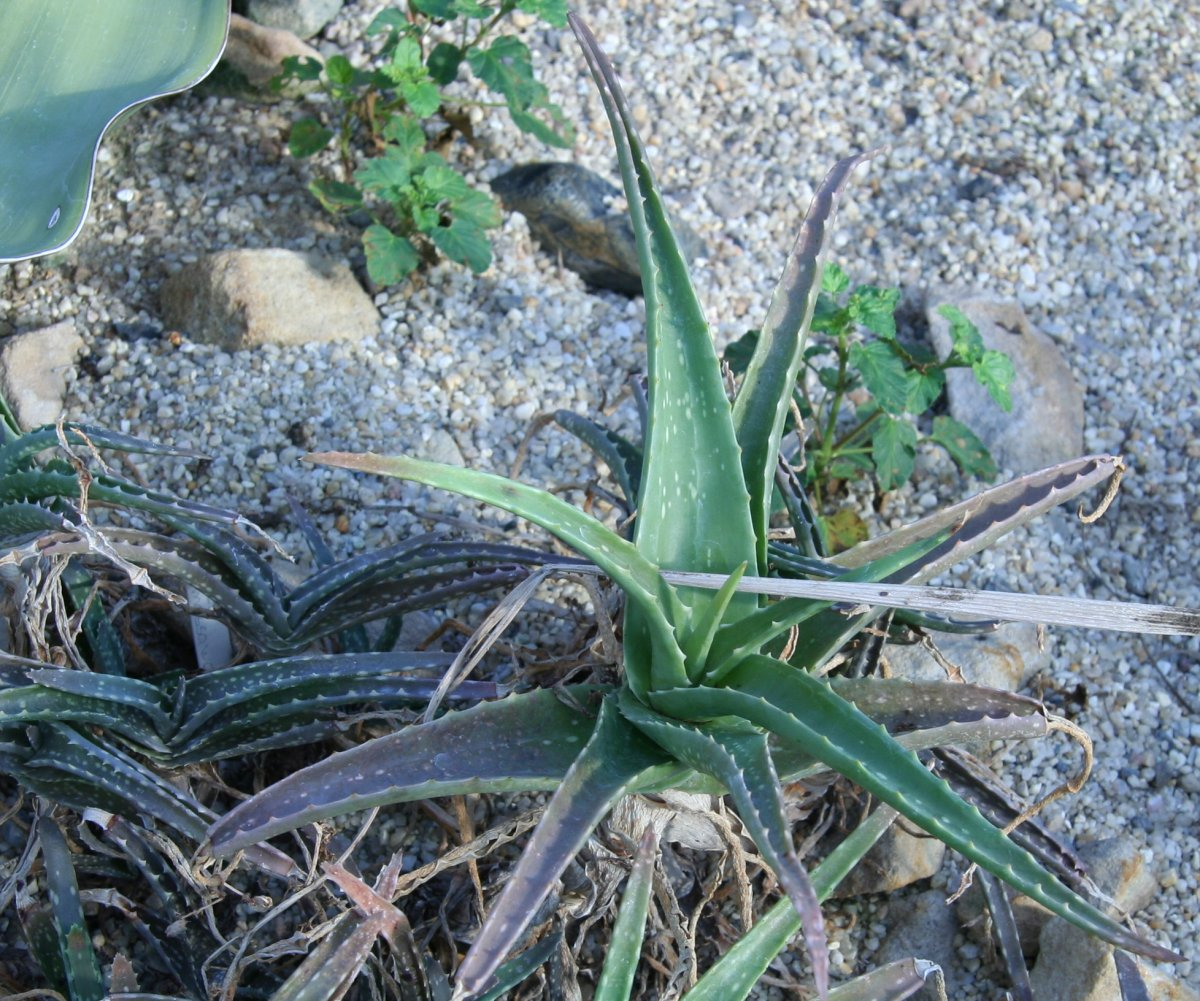
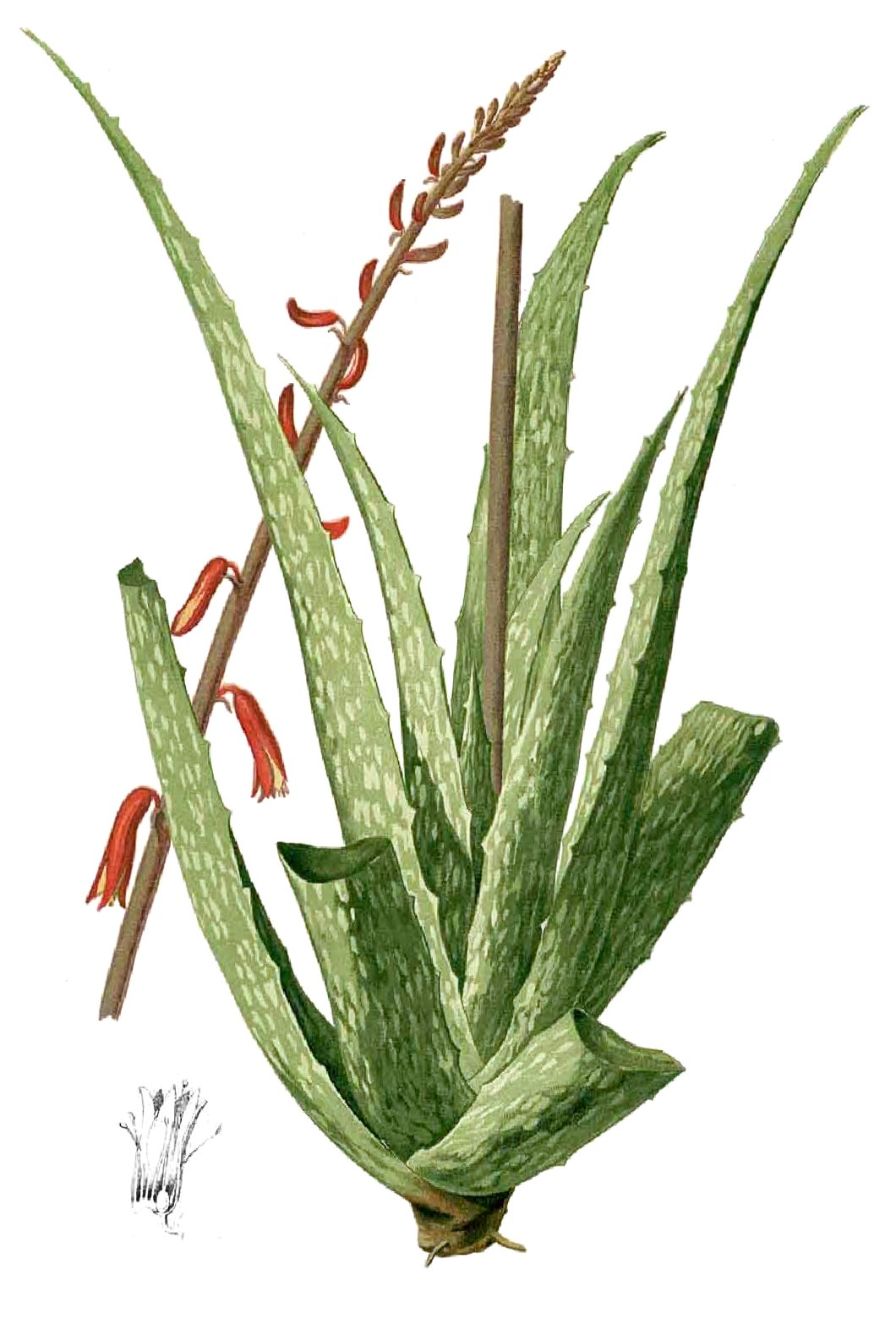
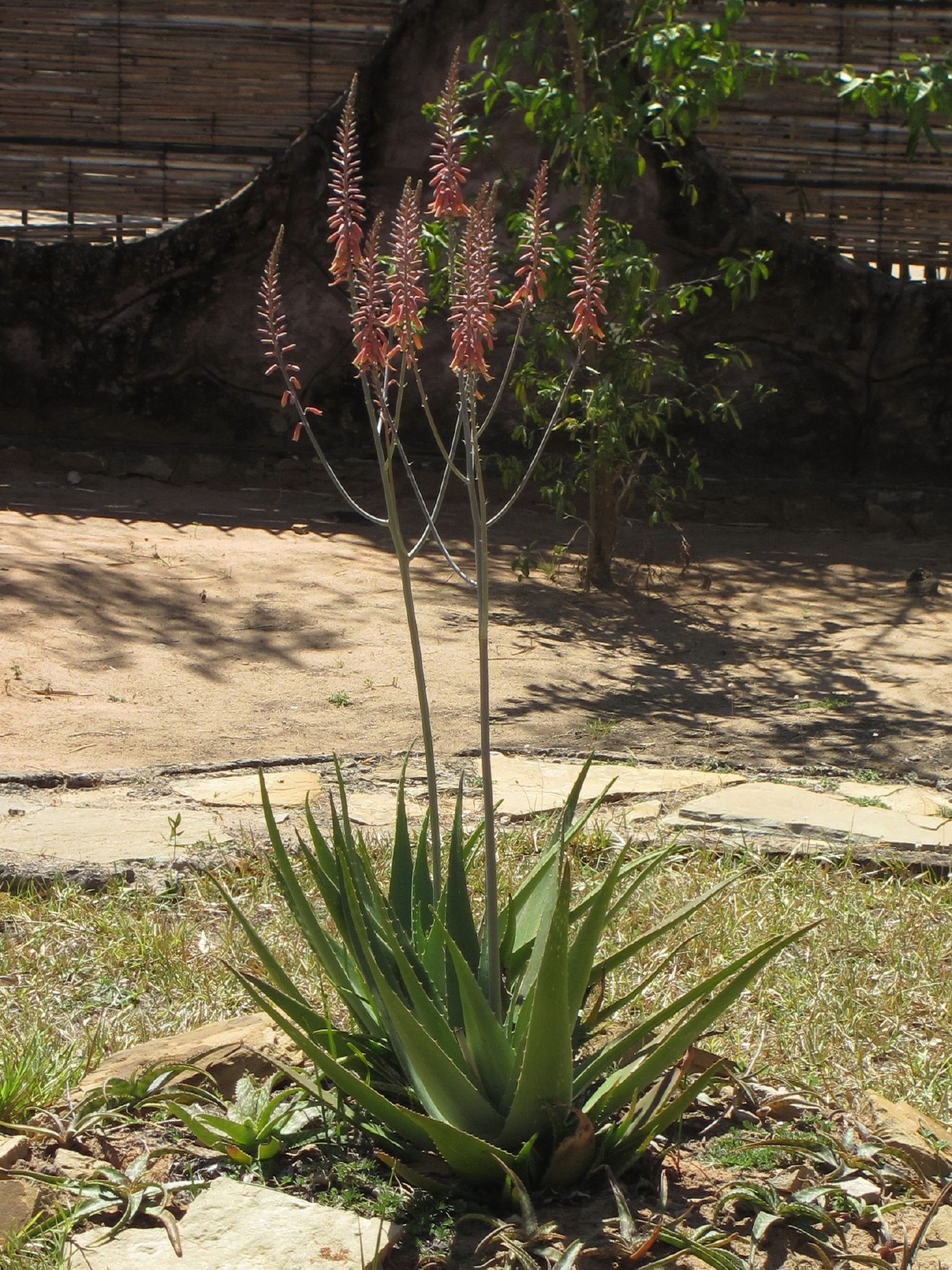
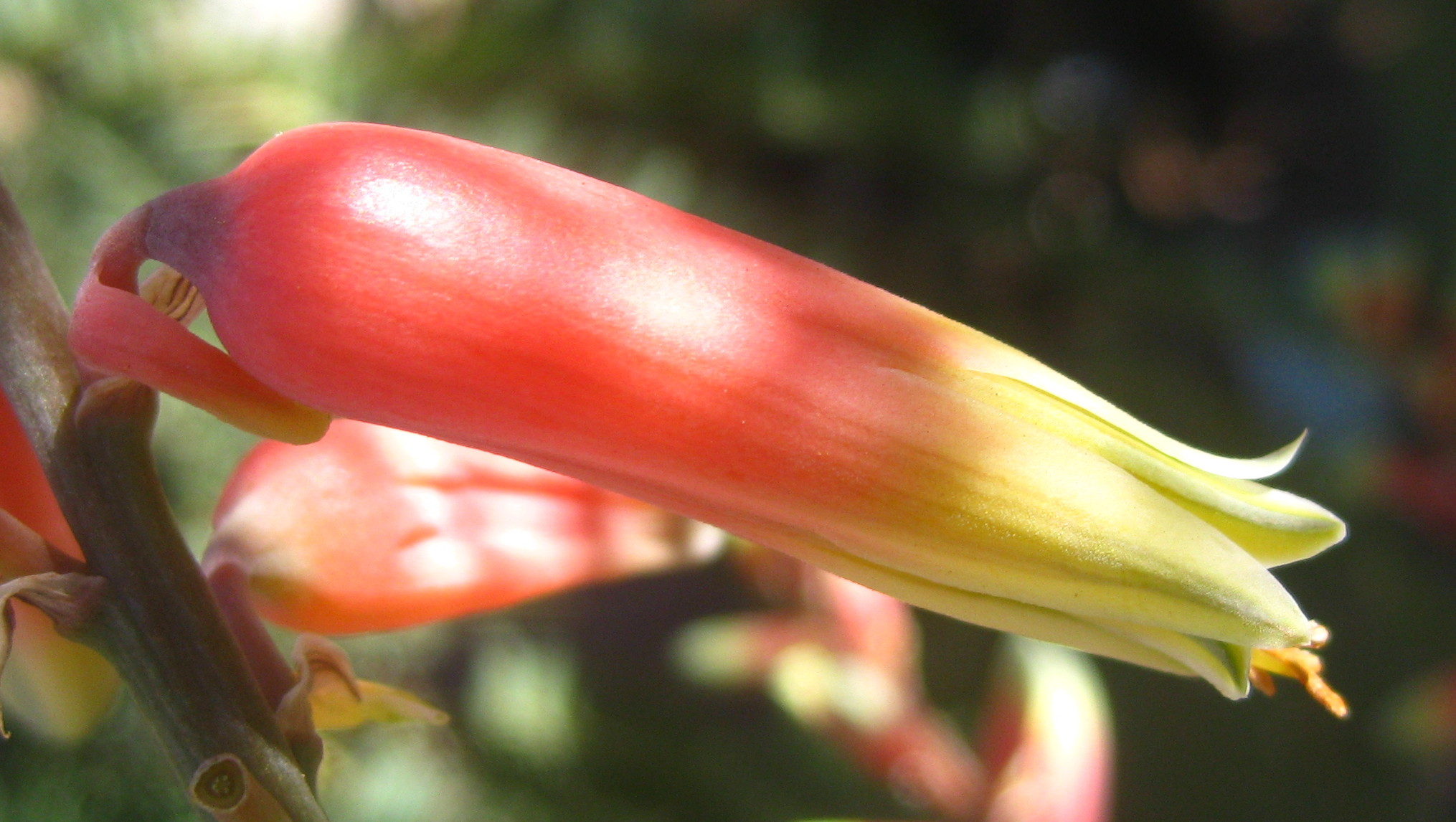
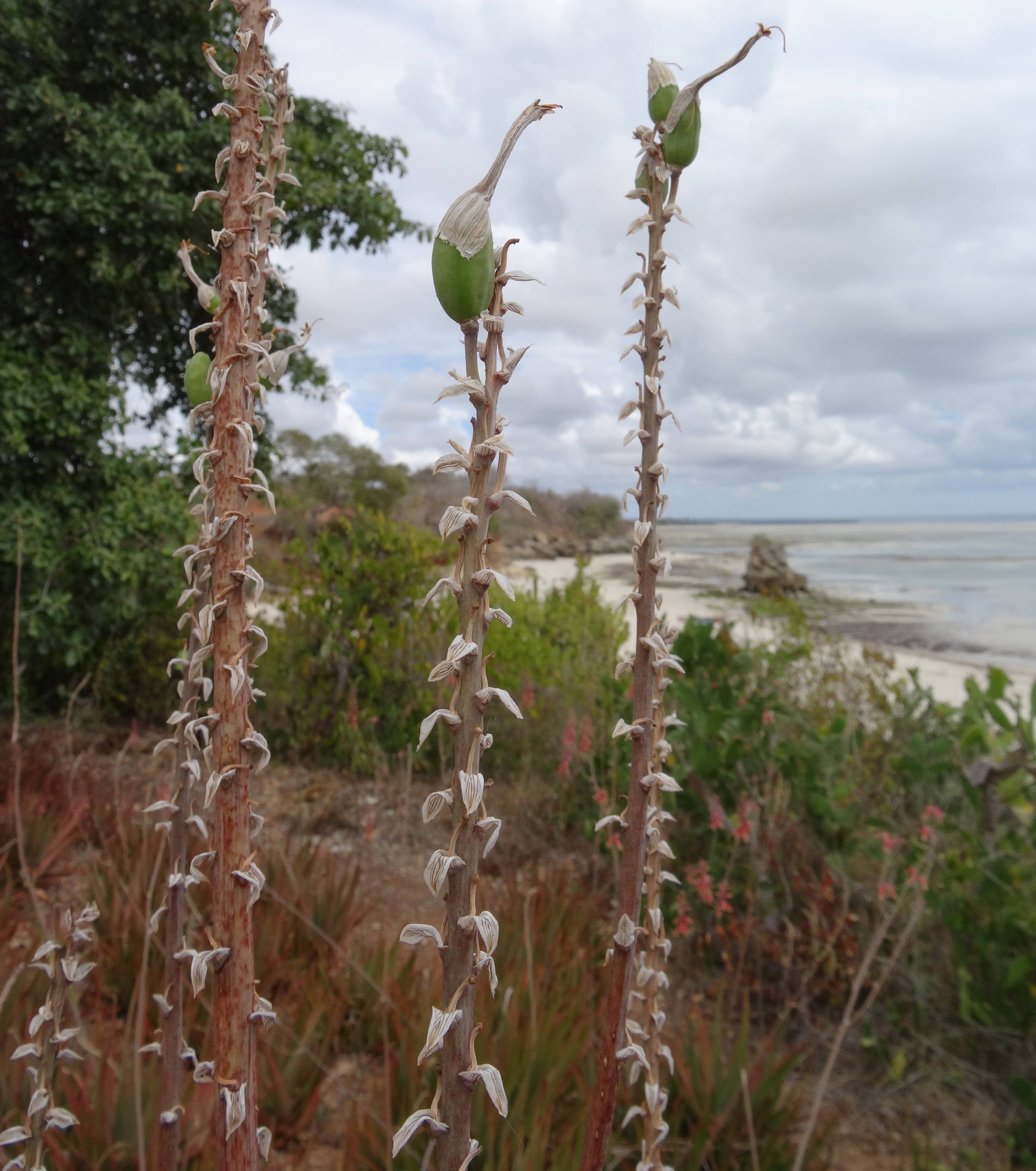